# Gabriel Duvall
Gabriel Duvall (6 de dezembro de 1752 – 6 de março de 1844) foi um político e jurista norte-americano. Duvall foi Juiz Associado da Suprema Corte dos Estados Unidos de 1811 até 1835, durante o período da Corte Marshall. Antes, Duvall foi o Controlador do Tesouro, juiz de uma corte do estado de Maryland, membro da Câmara dos Representantes dos EUA por Maryland e deputado.
A questão de se Duvall merece o título de "o mais insignificante" juiz na história da Suprema Corte dos EUA tem sido alvo de muito interesse acadêmico, especialmente em um debate entre os Professores de Direito da Universidade de Chicago, David P. Currie e Frank H. Easterbrook (atualmente juiz), em 1983. Currie argumentou que "uma análise imparcial do desempenho de Duvall revela, até mesmo para o observador leigo, que ele alcançou um padrão invejável de insignificância em relação ao qual todos os outros juízes devem ser avaliados". Easterbrook respondeu que a análise de Currie carecia de "consideração séria de candidatos tão envoltos em obscuridade que escaparam da devida atenção mesmo em uma disputa de insignificância" e concluiu que o colega de Duvall, o Juiz Thomas Todd, era ainda mais insignificante.

## Primeiros anos e vida familiar
Gabriel Duvall nasceu no Condado de Prince George's na Província de Maryland, sendo o sexto filho de Benjamin Duvall (1719-1801) e sua esposa Susanna Tyler (1718-1794), ambos eram descendentes de Mareen Duvall, Gabriel nasceu e foi criado em terras que eventualmente ficariam conhecidas como Marietta. Dois de seus irmãos mais velhos morreram na Guerra da Revolução Americana. Duvall estudou direito para ingressar na Ordem no Condado de Prince George's em 1778 e exerceu, pelo menos em meio período, nos Condados de Anne Arundel e Prince George's até 1823. Em Annapolis, Maryland, exerceu na Corte do Prefeito como procurador do condado a partir de 1781 e na corte do Condado de Anne Arundel a partir de 1783, aparecendo formalmente em 600 casos até 1792, de acordo com a pesquisa de um arquivista.
Existe alguma incerteza sobre a grafia do nome de Duvall. Um estudioso observou que os Relatores da Suprema Corte, Cranch, Wheaton e Peters, uniformemente o escreveram como "Duvall", mas o biógrafo de Marshall, Albert Beveridge, insistiu em escrever o nome com um único "l". O jornalista e especialista na Suprema Corte Irving Lee Dilliard (1904–2002) concluiu de maneira convincente que o original "DuVal" ou "Duval" usado em gerações anteriores se tornou "Duvall" antes do nascimento do futuro juiz. Membros posteriores da família passaram a usar "DuVal".
Gabriel Duvall era anglicano (episcopal após a Guerra da Revolução Americana) e mantinha assentos tanto na Igreja de St. Anne, em Annapolis, quanto na paróquia de longa data de sua família no Condado de Prince George's, a Igreja Episcopal Holy Trinity em Collington, originalmente uma capela conhecida como Capela Henderson para a Igreja Episcopal de St. Barnabas, em Leeland. Casou-se duas vezes, primeiro em 1787 com Mary Bryce (falecida em 1791), filha do capitão da marinha de Annapolis, Robert Bryce. Tiveram apenas um filho, Edmund Bryce Duvall (1790-1831). Duvall casou-se pela segunda vez com Jane Gibbon Duvall (1757–1834), filha do capitão da marinha James Gibbon e Mary Gibbon. Viúva, Mary Gibbon administrava uma pensão na Filadélfia, onde sua filha Jane também trabalhava. Gabriel Duvall e outros membros do Congresso ficaram na pensão dos Gibbon. Conheceu Jane na pensão durante seu serviço federal na Filadélfia. Casaram-se no dia 5 de maio de 1795, na Christ Church, na Filadélfia. A mãe de Jane, Mary Gibbon, foi morar com eles na residência da família Duvall em Washington, D.C., durante seus últimos anos (ela faleceu em 1810 e foi enterrada no cemitério da família Duvall em WigWam, parte da plantação de Marietta). Jane Duvall faleceu em 1834 e Gabriel Duvall faleceu em 1844, ambos em Marietta.
A família Duvall manteve entre nove e quarenta pessoas escravizadas em sua plantação de tabaco, Marietta, entre 1783 e 1864, incluindo várias gerações das famílias Duckett, Butler, Jackson e Brown em Marietta.

## Carreira
Gabriel Duvall exerceu como encarregado do Conselho de Segurança de Maryland, responsável pela gestão da milícia do estado, de 1775 até 1777 e posteriormente como encarregado da Câmara dos Representantes de Maryland de 1777 até 1781.
Participou ativamente da Guerra da Revolução Americana. Inicialmente, atuou como Comandante e comissário de suprimentos em 1776 e exerceu como recruta na milícia de Maryland, onde lutou na Batalha de Brandywine. Foi Comissário para preservar propriedades britânicas confiscadas de 1781 até 1782 e foi membro do Conselho do Governador de Maryland de 1782 até 1785.
Foi eleito para a Câmara dos Representantes de Maryland, exercendo de 1787 até 1794. Exerceu um mandato como Representante dos EUA pelo segundo distrito de Maryland de 11 de novembro de 1794 até 28 de março de 1796. Foi Chefe de Justiça da Corte Geral de Maryland de 1796 até 1802 e foi o primeiro Controlador do Tesouro dos EUA de 1802 até 1811.

Gabriel Duvall, como procurador, representou mais de 120 homens, mulheres e crianças escravizadas que entraram com ações judiciais buscando sua liberdade. Dessa forma, estabeleceu sua reputação como um advogado bem-sucedido, ganhando quase 75% das petições de liberdade dessas pessoas escravizadas. Ironicamente, Duvall lutou contra o pedido de liberdade apresentado por Thomas e Sarah Butler, cuja família Duvall escravizou em Marietta (1805-1831).

## Juiz da Suprema Corte dos EUA
No dia 15 de novembro de 1811, Duvall foi nomeado pelo Presidente James Madison para ocupar um cargo de juiz associado na Suprema Corte dos Estados Unidos, vago devido à renúncia do também Marilandês Samuel Chase. Duvall foi confirmado pelo Senado dos Estados Unidos no dia 18 de novembro de 1811 e recebeu sua comissão no mesmo dia. Foi empossado no cargo no dia 23 de novembro de 1811 e exerceu na Suprema Corte até 14 de janeiro de 1835.
Nos 23 anos em que foi membro da Suprema Corte, Duvall escreveu um parecer em apenas 18 casos: 15 pareceres maioritários, duas concordâncias e uma discordância. Durante esse período, a Corte era em grande parte um meio para a crença do Chefe de Justiça John Marshall em um governo federal forte e os juízes associados raramente discordavam, sendo Marshall ele próprio o autor da grande maioria dos pareceres. A única vez em que Duvall discordou foi no caso Mima Queen and Child vs. Hepburn (1813), onde foi o único juiz discordante em um caso que determinava se a filha de uma ex-escrava poderia apresentar evidências de um boato de que sua mãe era livre no momento de seu nascimento. Duvall escreveu que a evidência deveria ser permitida, e que "as pessoas de cor, dada a sua condição indefesa sob a autoridade incontrolada de um mestre, têm direito a toda proteção". Na discordância de Duvall em 1813, argumentou que "será universalmente admitido que o direito à liberdade é mais importante do que o direito à propriedade". No entanto, a corte negou às Queens sua liberdade ao não permitir o boato como evidência para a petição de liberdade delas.
Permaneceu na Suprema Corte dos EUA até se aposentar pouco depois de completar 82 anos. Segundo um dos biógrafos do Chefe de Justiça Marshall, Duvall "ficou conhecido por permanecer em seu cargo por muitos anos após ter envelhecido e ficado debilitado porque temia quem o substituiria". 
De acordo com o biógrafo Irving Dillard, em seus últimos anos na Suprema Corte, Duvall estava "tão surdo que era incapaz de participar de conversas". 
O Professor Currie rebate que "não há prova ... de que Duvall fosse surdo ou incapaz de falar enquanto estava na Suprema Corte".

### Pareceres maioritários
Durante seus 24 anos na Suprema Corte, Duvall escreveu 15 pareceres maioritários, incluindo casos como: Freeland v. Heron, Lenox & Co. (1812), United States v. January (1813), United States v. Patterson (1813), Crowell v. McFadon (1814), Prince v. Bartlett (1814), United States v. Tenbroek (1817), The Neptune (1818), Boyd's Lessee v. Graves (1819), The Frances & Eliza (1823), Walton v. United States (1824), Piles v. Bouldin (1826), Rhea v. Rhenner (1828), Parker v. United States (1828), Nicholls v. Hodges (1828) e Le Grand v. Darnall (1829).

#### Direito comercial
Em Freeland, que tratava de direito comercial, Duvall fez cumprir a cláusula de escolha de lei inglesa em um contrato que envolvia comerciantes americanos e ingleses. A ação diversificada dizia respeito a uma transação comercial, e Duvall, ao aplicar essa cláusula, utilizou "uma regra da Corte de Chancelaria e dos comerciantes", que estabelece: "Quando um comerciante envia uma conta corrente para outro que reside em um país diferente, entre os quais há transações mútuas, e ele a mantém por dois anos sem fazer objeções, será considerada uma conta declarada, e seu silêncio e aquiescência o vincularão, pelo menos no sentido de colocar o ônus da prova sobre ele".

#### Falência
No caso January e Prince v. Bartlett, tratava-se de questões de falência. Em January, segundo o Professor John Paul Jones, Duvall tornou-se o "arquiteto da regra federal de que a prática comum de permitir primeiro ao devedor e alternativamente, ao credor escolher a qual entre as obrigações concorrentes um pagamento deveria ser aplicado não se aplicava quando diferentes fiadores, sob obrigações distintas, estavam envolvidos". Em um discurso de 2007 para a Federalist Society, o Chefe de Justiça John Roberts referiu-se a isso em tom de brincadeira como "a regra de Duvall". De acordo com o Professor Jones, Prince v. Bartlett "ainda é regularmente citado pela distinção inicialmente articulada nesse caso entre falência e mera insolvência".

#### Dívidas com os EUA
Nos casos Patterson, Walton and Parker envolviam dívidas com os Estados Unidos (um assunto com o qual Duvall estava familiarizado devido à sua experiência como Controlador do Tesouro). Em Patterson, foi revertido um julgamento favorável ao devedor, sustentando que o devedor "não poderia ser justamente autorizado a crédito até que o dinheiro estivesse nas mãos de algum funcionário público autorizado a recebê-lo". 
Em Walton, foi confirmado um julgamento contra um devedor, sustentando que, embora geralmente "uma garantia sob sigilo extingue uma dívida de contrato simples", no caso de dívidas públicas, "a conta e o título são distintos entre si. O título oficial não é dado pelo saldo devido; é uma margem de garantia . . .". Em Parker, foi confirmado um julgamento em favor dos Estados Unidos para recuperar o pagamento de rações em dobro a um oficial militar porque o dobro não foi autorizado pelo Presidente ou pelo Secretário de Guerra, conforme exigido pela lei.

#### Direito aduaneiro federal
Em Crowell v. McFadon, Tenbroek, The Neptune e The Frances & Eliza, tratava-se da aplicação do direito aduaneiro federal. Em Crowell v. McFadon, Duvall reverteu um julgamento de trover das cortes de Massachusetts contra um coletor alfandegário federal que estava fazendo cumprir a Lei de Embargo de 1807. Em The Neptune, foi confirmada a confiscação de uma embarcação não registrada. Em The Frances & Eliza, foi decidido que a Lei de Navegação de 1818 não se aplicava a uma embarcação britânica que trazia mercadorias de um porto não britânico para os Estados Unidos simplesmente porque a embarcação havia parado para se abastecer em um porto britânico durante a rota. Em Tenbroek tratava-se de interpretação da lei. A decisão, na prática, foi um parecer consultivo. Duvall escreveu:

É a opinião desta corte que não há erro no julgamento da corte geral. Este parecer é concedido a pedido do Procurador-Geral; sendo provável que a mesma questão ocorra frequentemente. No entanto, como esta causa foi inadequadamente apresentada a esta corte por meio de um recurso por erro, tendo sido primeiro levada do distrito para a corte geral pelo mesmo processo, ela é rejeitada.

#### Direito fundiário
Em Boyd's Lessee v. Graves e Piles v. Bouldin tratava-se de direito fundiário. Em Boyd's Lessee v. Graves defendia que um acordo quanto à localização de uma série de levantamentos topográficos não era um contrato e, portanto, não estava impedido pelo estatuto de fraude. Em Piles v. Bouldin defendia que as concessões de terras deveriam ser interpretadas pelo juiz (não pelo júri) e reverteu o julgamento anterior por não dar efeito à prescrição.

#### Lei de Maryland
Os casos Rhea v. Rhenner, Nicholls v. Hodges e Le Grand v. Darnall tratava-se da lei de Maryland, com a qual Duvall estava familiarizado como ex-juiz estadual de Maryland. Em Rhea v. Rhenner tratava da capacidade de uma mulher contratar sob a lei de Maryland. Elizabeth Rhea tinha sido abandonada por seu primeiro marido, William Erskine, por cinco anos e tentou se casar novamente com Daniel Rhea. Ela fez uma escritura para pagamento de uma dívida que ela mesma tinha contraído. Duvall afirmou que seu segundo casamento era inválido porque ela tinha sido abandonada por apenas cinco anos, em vez dos sete anos necessários, e que nenhum contrato assinado por ela na ausência de seu primeiro marido poderia ser válido. Em Nicholls v. Hodges, foi decidido que, sob a lei de Maryland, a reivindicação de um testamenteiro contra um patrimônio está de igual para igual com outras reivindicações. Em Le Grand v. Darnall, ficou decidido que um júri justificou-se em presumir um contrato de alforria porque um proprietário de escravos permitia que ex-escravos e seus descendentes possuíssem propriedades e contraíssem dívidas dentro de três milhas de sua residência.

### Concordâncias
Duvall escreveu uma frase de concordância em McIver's Lessee v. Walker (1815): "Minha opinião é que não há regra segura senão seguir a bússola". Em Beatty v. Maryland (1812), Duvall escreveu um breve parecer seriatim (em série).

### Discordâncias
Durante todo o tempo em que Duvall esteve na Suprema Corte, John Marshall presidiu como Chefe de Justiça. Apenas em três casos consta que os dois homens tinham pareceres divergentes. Duvall discordou sem emitir um parecer em Dartmouth College v. Woodward (1819) e Evans v. Eaton (1822) e emitiu um parecer em Queen v. Hepburn (1813). Em Dartmouth College, Duvall emitiu seu único "parecer" em um caso constitucional. A anotação completa nos Relatórios dos Estados Unidos é: "Duvall, Juiz, discordou". Em Queen v. Hepburn, Duvall teria autorizado a Corte Geral do Distrito de Colúmbia a aceitar boatos de evidências que comprovariam a emancipação de uma escrava por seu proprietário, mas o restante da Corte, conforme decidido pelo Chefe de Justiça, decidiram contra.

## Morte

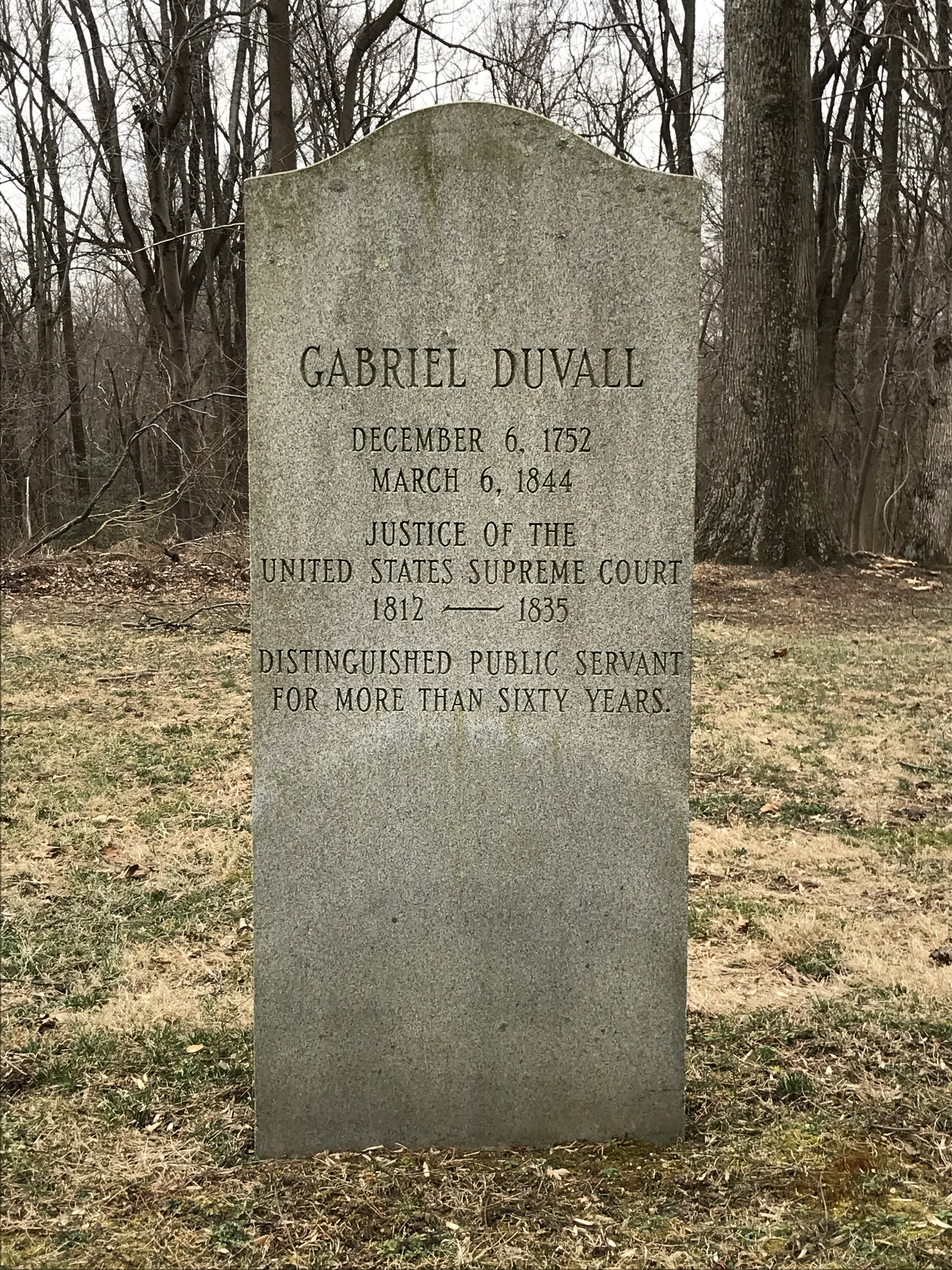
Túmulo de Duvall

Duvall viveu uma década após a morte de sua esposa e sua própria aposentadoria (por razões de surdez). Faleceu aos 91 anos, no Condado de Prince George's, em Maryland e foi enterrado no cemitério da família em Wigwam, uma das plantações que possuía. A residência do Juiz Duvall, "Marietta" (construída em 1812-1813), tornou-se sua residência permanente quando sua mansão em Washington, D.C. foi usada pelo Departamento de Estado após os britânicos incendiarem muitos prédios Federais durante a Guerra de 1812. Hoje, o Museu da Casa Marietta está aberto ao público e operado como um museu de casa histórica pela M-NCPPC. No momento de sua morte, Duvall possuía 39 homens, mulheres e crianças escravizadas, além de aproximadamente 14.000 dólares em ações bancárias, 528 volumes de livros de direito, 400 livros sobre outros assuntos, além de 700 acres de imóveis no Condado de Prince George's e outras propriedades. Os principais herdeiros de Duvall foram sua irmã, Sarah Simpson (que faleceu no mesmo ano) e quatro netos (Marcus, Edmund, Mary Frances e Gabriella Augusta Duvall). Os restos mortais de Gabriel Duvall foram reenterrados nos terrenos do Museu da Casa Marietta por volta de 1987, assim como outros restos familiares que estavam ameaçadas pelo desenvolvimento na área. Em 1959, Maryland nomeou um novo colégio perto da antiga residência de Duvall, chamada DuVal High School e ela continua ativa até os dias de hoje.

## Relevância
Em 1939, Ernest Sutherland Bates, autor de "The Story of the Supreme Court", chamou Duvall de "provavelmente o mais insignificante de todos os juízes da Suprema Corte". A caracterização foi rejeitada pelo registro biográfico de Irving Dilliard em "The Justices of the United States Supreme Court 1789–1969" (1969). Dillard não propôs um candidato alternativo.
Em 1983, o Professor David P. Currie da Faculdade de Direito da Universidade de Chicago abordou a questão no 50º aniversário do Jornal da Faculdade da Universidade de Chicago. Argumentou que "uma análise imparcial do desempenho de Duvall revela até mesmo para o observador leigo que ele alcançou um padrão invejável de insignificância pelo qual todos os outros Juízes devem ser avaliados". Currie observa que: "Na escala quantitativa de POP [páginas de opiniões publicadas por ano], portanto, modificada pelo bom senso e um espírito de jogo limpo, Duvall me parece de longe o mais insignificante de seus colegas durante o tempo do Chefe de Justiça Marshall". O Prof. Currie propôs vários "Indicadores de Insignificância (IDI)" que usou para comparar Duvall a outros candidatos, tais como: Thomas Johnson, Robert Trimble, John Rutledge, Bushrod Washington, Henry Brockholst Livingston, Thomas Todd, John McKinley, Nathan Clifford, Alfred Moore, Lucius Quintus Cincinnatus Lamar e Joseph Rucker Lamar, William Henry Moody, Horace Harmon Lurton, George Shiras Jr., William R. Day, John Hessin Clarke, e William Cushing.
O então Professor, agora Juiz Frank H. Easterbrook respondeu ao artigo de Currie. Easterbrook (que soletrou o nome de Duvall como "Duval[l]" com a última letra entre colchetes) escreveu: "Eu também comecei a ficar preocupado que Currie havia menosprezado—até mesmo negligenciado!—os legítimos direitos de outros às honras que concedeu a Gabriel Duval[l]. Poderia ser que os esforços de Currie fossem simplesmente pseudociência empregada na busca de algum plano preestabelecido para conceder a Duval[l] o cobiçado prêmio sem uma consideração séria de candidatos tão envoltos em obscuridade que escaparam da devida atenção mesmo em uma competição de insignificância?" Easterbrook conclui: "Dos finalistas, Todd e Duval[l], um se desqualificou ao escrever alguns pareceres significativos. É verdade, Duval[l] tentou se redimir permanecendo mudo (ele já estava surdo na época) após seu parecer em LeGrand, mas foi tarde demais. Seus Atos Significativos o desqualificaram. O vencedor por W.O—de que outra forma alguém pode vencer esse tipo de competição?—é Thomas Todd. Que ele reine por muito tempo".

## Leia mais
- Abraham, Henry J. (1992). Justices and Presidents: A Political History of Appointments to the Supreme Court 3rd ed. New York: Oxford University Press. ISBN 0-19-506557-3
- Cushman, Clare (2001). The Supreme Court Justices: Illustrated Biographies, 1789–1995 2nd ed. [S.l.]: (Supreme Court Historical Society, Congressional Quarterly Books). ISBN 1-56802-126-7
- Flanders, Henry. The Lives and Times of the Chief Justices of the United States Supreme Court. Philadelphia: J. B. Lippincott & Co., 1874 at Google Books.
- Frank, John P. (1995).  Friedman, Leon; Israel, Fred L., eds. The Justices of the United States Supreme Court: Their Lives and Major Opinions. [S.l.]: Chelsea House Publishers. ISBN 0-7910-1377-4
- Gabriel Duvall, O Say Can You See: Early Washington, D.C., Law & Family (accessed Nov. 4, 2015) This person page networks the involvement of Gabriel Duvall in the legal records and case files of petition for freedom suits between 1800 and 1862 in Washington, D.C.
- Hall, Kermit L., ed. (1992). The Oxford Companion to the Supreme Court of the United States. New York: Oxford University Press. ISBN 0-19-505835-6
- Martin, Fenton S.; Goehlert, Robert U. (1990). The U.S. Supreme Court: A Bibliography. Washington, D.C.: Congressional Quarterly Books. ISBN 0-87187-554-3
- Thomas, William G. A Question of Freedom: The Families Who Challenged Slavery from the Nation's Founding to the Civil War. Yale University Press, 2022. ISBN 9780300261509
- Urofsky, Melvin I. (1994). The Supreme Court Justices: A Biographical Dictionary. New York: Garland Publishing. pp. 590. ISBN 0-8153-1176-1
- White, G. Edward. The Marshall Court & Cultural Change, 1815–35. Published in an abridged edition, 1991.